# Chór Music Everywhere
Chór Music Everywhere – polski chór mieszany, założony w 2010 roku w Gdańsku z inicjatywy dyrygentki Beaty Śnieg. Zespół wykonuje różnorodny repertuar, obejmujący muzykę klasyczną, współczesną, filmową, aranżacje muzyki rozrywkowej oraz sakralnej.

## Działalność
Chór regularnie koncertuje w uznanych salach koncertowych w Polsce, takich jak Filharmonia Narodowa w Warszawie, Teatr Wielki w Poznaniu oraz Filharmonia Bałtycka w Gdańsku. Bierze udział w wydarzeniach telewizyjnych, w tym na Top of the Top Festiwal w Operze Leśnej w Sopocie i na Krajowym Festiwalu Piosenki Polskiej w Opolu oraz transmitowanych koncertach, takich jak „Bo źródło wciąż bije…” oraz „Anioły Grudnia'70”. 
Uczestniczy w wielkoformatowych wydarzeniach kulturalnych i zapewnia oprawę muzyczną uroczystości organizowanych przez instytucje kultury i sztuki. Koncertuje zarówno w Polsce, jak i za granicą, zdobywając nagrody na krajowych i międzynarodowych festiwalach. 
Podczas ogólnopolskich tras koncertowych współpracował z wieloma polskimi artystami, występując m.in. z Justyną Steczkowską, Kayah, Marylą Rodowicz, Andrzejem Piasecznym, Krzysztofem Cugowskim, Anią Wyszkoni, Kasią Moś, Ryszardem Rynkowskim, Alicją Majewską, zespołem Pectus, Skaldami, Igorem Herbutem, Haliną Mlynkovą, Kasią Cerekwicką, Patrycją Kazadi, Kasią Dereń oraz Natalią Niemen.
W dorobku chóru Music Everywhere znajdują się trzy płyty, z których najpopularniejsza to „Karuzela Gna”. Album zawiera nowe aranżacje polskich utworów rozrywkowych, łącząc klasykę z nowoczesnością. Ponadto zespół brał udział w nagraniach do ścieżki dźwiękowej do filmu Johnny, wykonując utwór „Spokój / Gniew” we współpracy z Kukonem i Michałem Kushem.

## Repertuar
Chór specjalizuje się w muzyce współczesnej, filmowej i rozrywkowej, wykonując również repertuar klasyczny oraz sakralny. Aranżacje Music Everywhere często powstają we współpracy z kompozytorami młodego pokolenia, takimi jak Anna Rocławska-Musiałczyk, Zuzanna Falkowska, Jakub Neske czy Krzysztof Falkowski, co pozwala zespołowi na nowatorskie podejście do muzyki chóralnej.

## Osiągnięcia
W latach 2010-2021, chór uczestniczył w 27 konkursach chóralnych, zdobywając 5 nagród Grand Prix, 23 pierwsze miejsca, 8 drugich miejsc oraz jedno trzecie miejsce. Ponadto zespół otrzymał 12 nagród specjalnych. Wszystkie prezentacje konkursowe chóru odbyły się pod dyrekcją Beaty Śnieg. Zespół zdobył uznanie wśród jurorów konkursów za swoje wykonania i podejście do muzyki chóralnej. Najważniejsze nagrody chóru to m.in. Grand Prix na IV Międzynarodowym Festiwalu Chóralnym „Per Musicam Ad Astra”, oraz I miejsca na Ogólnopolskim Festiwalu Muzyki Chóralnej w Sieradzu i Chełmnie. 

## Struktura organizacyjna zespołu
Stowarzyszenie Music Everywhere, założone przez członków chóru, powstało w 2013 roku, by formalnie wspierać różnorodne projekty kulturalne. Cele Stowarzyszenia obejmują popularyzację muzyki i polskiej twórczości kompozytorskiej, rozwój kultury muzycznej w Polsce i za granicą oraz wspieranie działań edukacyjnych. W latach 2014–2019 organizowano Ogólnopolski Festiwal Współczesnej Muzyki Chóralnej „Music Everywhere”. W składzie jury zasiadali: Marek Rocławski (przewodniczący), Aleksandra Grucza-Rogalska, Paweł Łukaszewski, Agnieszka Franków-Żelazny, Jerzy Szarafiński, Marcin Tomczak, Marek Gandecki.
Asystentką dyrygentki jest Klaudia Borkowska, absolwentka Akademii Muzycznej im. Stanisława Moniuszki w Gdańsku, specjalizująca się w dyrygenturze chóralnej. Do jej zadań należy wsparcie w prowadzeniu prób, organizacyjnych aspektach działalności chóru, a także dyrygowanie zespołem podczas wybranych koncertów.

## Dyrygent
Beata Śnieg – założycielka i kierownik artystyczny Chóru Music Everywhere, doktor sztuk muzycznych w zakresie dyrygentury chóralnej, absolwentka i wykładowca Akademii Muzycznej im. Stanisława Moniuszki w Gdańsku. W latach 2015–2021 była dyrygentem-asystentem Międzywydziałowego Chóru Uczelnianego, a od 2021 roku kieruje Chórem Żeńskim Gaudium per Canto. Beata Śnieg jest laureatką licznych nagród w dziedzinie dyrygentury chóralnej, m.in. zdobyła nagrodę dla najlepszego dyrygenta na IV Międzynarodowym Konkursie i Festiwalu Chóralnym „Per Musicam Ad Astra” . Finalistka i Laureatka Nagrody Specjalnej Konsula Honorowego Republiki Włoskiej na Międzynarodowym Turnieju Dyrygentury Chóralnej „W stronę polifonii” we Wrocławiu.